# Anabantoidei
Anabantoidei é uma subordem de peixes perciformes de água doce, por vezes designados pelo nome comum de peixe-labirinto, caracterizados por possuirem um órgão respiratório semelhante a um pulmão, designado por orgão labirinto, que lhes permite respirar ar. Algumas espécies são pescados para alimentação humana, mas o seu principal uso é em aquariofilia. O grupo inclui espécies popularizadas pelo seu uso em aquário, entre as quais o combatente (Betta splendens), o tricogaster azul (Trichogaster trichopterus), o tricogaster leeri, o colisa (Colisa lalia) e o peixe-do-paraíso (Macropodus opercularis).